# تيرور (ميناب)
تيرور هي مدينة في مقاطعة ميناب، إيران. عدد سكان هذه المدينة هو 4,871 في سنة 2016.